# FinePix S5 Pro
La FinePix S5 Pro è una fotocamera DSLR prodotta da Fujifilm; sostituisce la FinePix S3 Pro dal settembre 2006.
Il corpo della macchina è quello della Nikon D200, in lega di magnesio, modificata da Fujifilm con i propri software e meccanismi elettronici. Anche questa fotocamera, come la S3, è dotata del sensore Super-CCD con pixel a nido d'ape con pixel maggiori e pixel inferiori: i differenti pixel catturano in modo diverso le luci e le ombre conferendo risultati fuori dal comune.
Ha un attacco per ottiche Nikon F, perciò accetta quasi tutte le ottiche Nikon AF-D/G e AF/S. Accetta il battery grip nikon MB-200.
La fotocamera è fuori produzione.

## Caratteristiche tecniche
- Dimensioni [L*H*S]: 147.0 x 113.0 x 74.0 mm
- Tipo sensore: Super CCD SR PRO
- Megapixel: 12.3
- Risoluzione massima: pixel 4256x2848
- Compensazione esposizione: da -5EV a +5EV selezionabile in passi da 1/3, 1/2 , 1 stop
- Iso: 100-3200
- Velocità  di scatto massima: 1/8000 sec
- Condizioni di esercizio: Temperatura da 0 °C a +40 °C, fino a 80% umidità relativa
- Uscita video: NTSC/PAL selezionabile